# Chambre de commerce de Lille
La chambre de commerce de Lille est un édifice construit au début du XXe siècle pour accueillir l'ensemble des services de la chambre de commerce créée à Lille en 1715. Elle est classée monument historique et abrite aujourd'hui le siège de la chambre de commerce et d'industrie du Grand Lille.
Son beffroi de 76 m de hauteur et de style néo-flamand est doté d'un carillon automatisé et est emblématique de la ville de Lille. Toutefois il ne faut pas le confondre avec le beffroi de l'Hôtel de ville situé un peu plus loin et de style Art-déco.
On la qualifie souvent de Nouvelle Bourse, par opposition à la Vieille Bourse située juste en face.

## Histoire
Une chambre de commerce est fondée à Lille par un arrêt du Conseil d’État du 30 août 1701. Elle ne se met toutefois en place que le 1er avril 1715, après le retour de la Flandre française dans le royaume de France à la suite de la paix d'Utrecht de 1713. Supprimée pendant la Révolution, le 27 décembre 1791, elle est recréée le 3 nivôse an XI (24 décembre 1802) et effectivement installée le 14 février 1803 avec comme circonscription les arrondissements de Lille, Douai, Cambrai, Valenciennes et Avesnes-sur-Helpe. La création progressive de chambres de commerce dans ces villes conduit à réduire son étendue, et, en 1887, elle ne couvre plus que huit cantons lillois.
À la fin du XIXe siècle, la chambre de commerce est à la recherche d'un immeuble destiné à réunir ses services et le musée commercial. Plusieurs solutions sont envisagées, comme l’occupation de l’ancien Mont-de-Piété, rue du Lombard, l'occupation complète de la Vieille Bourse, après la suppression des magasins et la couverture de la cour, ou la construction d'un bâtiment dans le marché Saint-Nicolas, derrière la Grande Garde. En 1905, la municipalité propose un emplacement à l’entrée du Grand Boulevard destiné à relier Lille à Roubaix et Tourcoing, dont la construction vient d'être décidée. Cette proposition est examinée lors d'une réunion de la commission de la chambre le 12 janvier 1906, au cours de laquelle elle charge Louis Marie Cordonnier d’établir des avant-projets. En mars 1906, la chambre adopte le principe de l’érection d’une nouvelle Bourse sur l’emplacement proposé, ce qui permet de supprimer une rangée maisons insalubres, et, le 4 mai de la même année, nomme officiellement Louis Marie Cordonnier architecte du projet. Il produit plusieurs projets à partir de juillet 1906, jusqu'à la pose de la première brique le 22 septembre 1909 et l'adoption du projet définitif par le conseil général des bâtiments civils lors de sa séance du 7 octobre 1909. Le projet comprend alors un espace dévolu au conseil des prud’hommes, près de 150 bureaux répartis sur cinq étages, dont une partie destinée à être louée, ainsi qu'une brasserie, un restaurant et des magasins divers dont le développement devait permettre de rentabiliser l’opération. Lorsque la Première Guerre mondiale éclate, le gros œuvre est achevé et seul le conseil des prud'hommes est déjà installé dans ses locaux. Interrompus par la guerre, les travaux ne reprennent qu'en 1919 pour une installation des services de la chambre dans la nouvelle Bourse à la fin de l’année 1920. L'idée de développer des espaces commerciaux, brasserie, restaurant et magasins, est alors abandonnée, la chambre utilisant rapidement l'ensemble du bâtiment en raison du développement de ses activités de soutien à l’industrie dans le cadre de la Reconstruction.
Le 1er juin 1940, l'Armée allemande arrive à Lille, après de violents combats dans les faubourgs de la ville. Le Nord-Pas-de-Calais est placé sous le Commandement Militaire Allemand de Bruxelles. L'autorité militaire allemande choisit la Nouvelle Bourse comme siège de la Kommandantur régionale. Le bâtiment devient alors l'Oberfeldkommandantur 670. Il s'agit du siège de l'administration militaire allemande qui gouverne toute la région Nord-Pas-de-Calais. Plusieurs officiers vont se succéder à sa tête, Wilhelm Daser, Bertram mais également Karl Niehoff, qui reste le plus longtemps en fonction.  Carlo Schmid, né à Perpignan de mère française et de père allemand, y travaille en tant que conseiller juridique pendant toute la période de l'occupation. Il deviendra après guerre un influent membre du Parti social-démocrate en Allemagne. Le sous-officier allemand Friedrich Günther, pasteur de l’Église confessante, travaillant au service des laissez-passer, est abattu  sur les marches de l'entrée principale, fin août, par un de ses supérieurs qui l'accusait (à tort) de désertion.
En 1950, une nouvelle aile est ajoutée côté rue de la Grande-Chaussée, qui accueille la galerie du Port et le jardin d’hiver, orné de fresques réalisées par Émile Flamant.
En 1966, les chambres de Lille, Roubaix et Tourcoing fusionnent pour donner naissance à la chambre de commerce et d'industrie de Lille Métropole.
Le bâtiment est inscrit au titre des monuments historiques le 10 juillet 2015, avant d'être classé le 16 juin 2016. Du fait de sa période de construction, il bénéficie également du label « Patrimoine du XXe siècle ».

## Architecture
Le bâtiment est édifié sur la place du Théâtre entre 1910 et 1921 par l'architecte Louis Marie Cordonnier. Son style néo-flamand n'est pas sans rappeler la richesse et la majesté des célèbres hôtels de ville des anciens Pays-Bas.
Son beffroi, orné d'une horloge à quatre cadrans et haut de 76 mètres, domine l'opéra de Lille. De style néo-régionaliste, il est aussi orné de motifs végétaux et de volutes faisant référence au style lillois du XVIIe siècle. Le hall d'honneur, de 25 mètres sur 25, est coiffé d'une grande coupole majestueuse à 17 mètres de haut, qu'accompagnent des fresques et des galeries bordées de colonnes. Le bâtiment comprend également un auditorium de 300 places au sous-sol, dit salle Descamps, et des salles de réception, la salle des Séances, la salle des Commissions ou le bureau Kuhlmann, habillés de fresques et de boiseries.

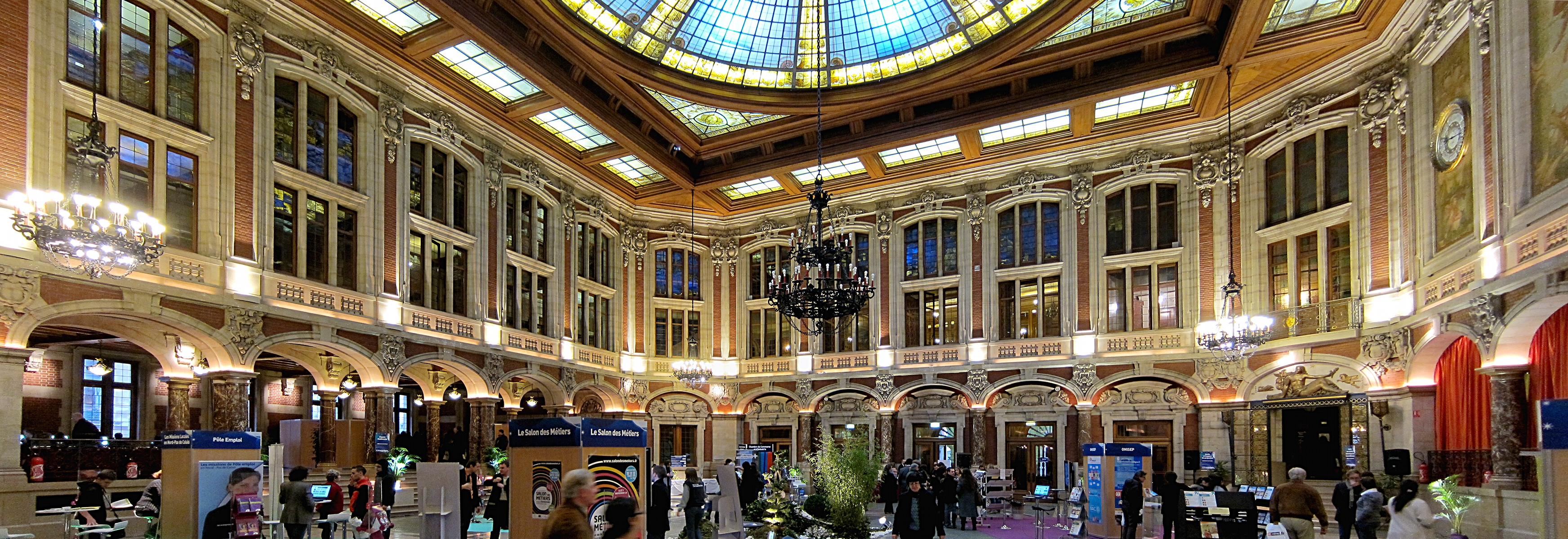
Le hall d'honneur en 2011

La chambre de commerce et d'industrie a été inscrite en totalité à l'inventaire des monuments historiques par arrêté du 10 juillet 2015, puis classée en totalité par arrêté du 16 juin 2016.

## Restructuration
Fin 2007, un projet de reconversion du bâtiment en hôtel de luxe est présenté par la Société lilloise d'investissement hôtelier (SLIH), celle qui a déjà transformé l'hospice Gantois en hôtel de grand standing, la CCI ayant en vue la construction de nouveaux bureaux à Euralille.
Le projet n'est toutefois pas retenu et, en 2010, le nouveau président de la chambre, Philippe Hourdain, envisage un retour aux sources avec l'installation de boutiques au rez-de-chaussée. La réalisation confiée à Philippe Prost prévoit 1 200 m2 de boutiques de luxe, dont un restaurant, une nouvelle place publique couverte de 760 m2 et des bureaux sur cinq étages (2 500 m2 réservés à la CCI et 3 500 m2 en locatif). Le coût de l’opération est estimé à 13 millions d’euros pour une livraison de la dernière phase des travaux au printemps 2017.

## Carillon

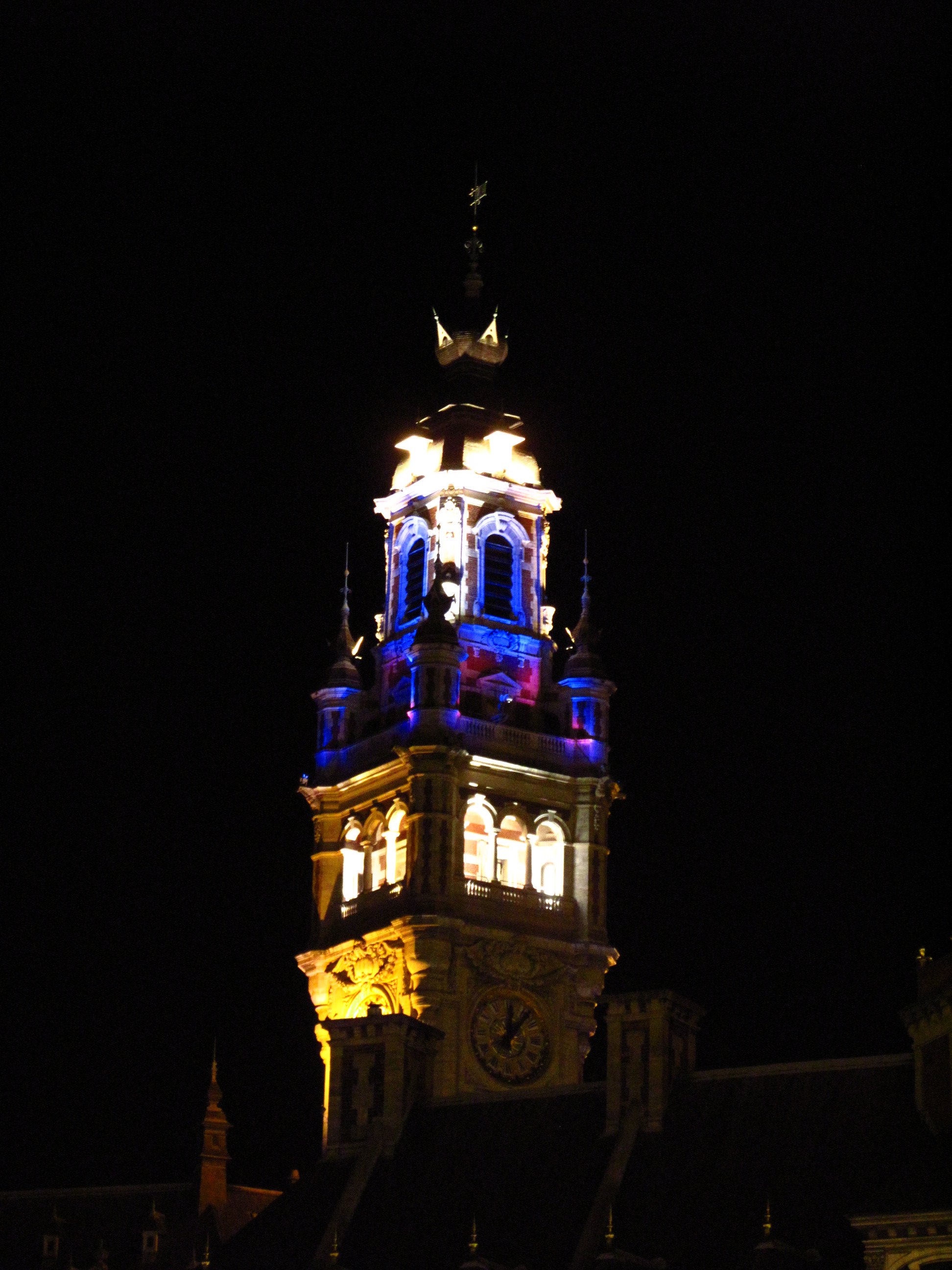
Sommet du beffroi de la chambre de commerce, de nuit.

Le beffroi renferme un carillon installé sur trois étages. Il est dû à l'association des Amis des Carillons de Lille grâce au financement de plus de cent cinquante souscripteurs. Le carillon compte 26 cloches fondues en 1984 par Luigi Bergamo de la fonderie Cornille-Havard et un sol3 fondu par Wauthy au début du XXe siècle, pour un poids total de 2 000 kg. Entièrement électrifié, le carillon joue, selon l'heure, l'hymne européen (Ode à la Joie de Beethoven) ou le P'tit Quinquin de Desrousseaux.

## Pour approfondir